# Claude Le Jay
Claude Le Jay (Latijnse vorm: Claudius Jajus, Mieussy, 1504 - Wenen, 6 augustus 1552) was een 16e-eeuwse jezuïet en theoloog.
Le Jay, een jonge priester uit Savoye, trok met zijn vriend en streekgenoot Peter Faber naar de universiteit van Parijs en werd daar in 1534 magister artium. In Parijs maakte hij kennis met de eerste gezellen van Ignatius van Loyola en deed met hen de gelofte waarop later de jezuïetenorde zou worden gebaseerd. In 1541 werd hij door Loyola geprofest. Hij trok met medejezuïeten Alfonso Salmerón en Petrus Canisius naar de universiteit van Bologna en behaalde daar zijn doctoraat in de theologie. Het jaar erop werd hij door paus Paulus III naar Duitsland gezonden. Hij doceerde aan de universiteit van Ingolstadt en werd opgemerkt door kardinaal Otto Truchsess von Waldburg vanwege zijn heldere theologische standpunten. Namens de kardinaal verdedigde Le Jay op de Synode van Salzburg het primaat van de paus. Hij was als theoloog ook actief tijdens het Concilie van Trente. Hij stierf in Wenen waar hij met steun van keizer Ferdinand I een jezuïetencollege had opgericht.